# Martin Brundle
Martin John Brundle (King's Lynn, Norfolk, Engleska, 1. lipnja 1959.) je bivši britanski vozač automobilističkih utrka. U Formuli 1 se natjecao od 1984. do 1996. Najbolji rezultat mu je drugo mjesto na VN Italije 1992. u bolidu Benetton i VN Monaka 1994. u bolidu McLaren. Pobijedio je na utrci 24 sata Le Mansa 1990.

## Vanjske poveznice
- Martin Brundle Racing Reference